# Lactobacillus perolens
Lactobacillus perolens is een bacteriesoort behorende tot het geslacht Lactobacillus en valt onder de melkzuurbacteriën. De soort is geïsoleerd uit frisdrank.
Het is een gram-positieve facultatief anaerobe staafvormige bacterie.